# Selma Alispahić
Selma Alispahić (* 10. März 1970 in Tuzla, Jugoslawien) ist eine bosnische Theater- und Filmschauspielerin. 

## Leben
Selma Alispahić hat 1990 ein Schauspielstudium an der Akademie der darstellenden Künste in Sarajevo abgeschlossen. Sie ist Mitglied des Ensembles des Sarajevski Ratni Teatar (Sarajevoer Kriegstheater), lebt und arbeitet in Sarajevo. Sie ist verheiratet und hat einen Sohn.

## Filmografie
- Elgarova deseta muza
- 2000: Mliječni put

## Theater
- Katarina Kosača
- Čežnja i smrt Silvije Plat
- Ay, Carmela
- Hasanaginica
- Hamdibeg
- Učene žene

## Auszeichnungen
- Erster Preis für die beste schauspielerische Leistung im Drama Učene žene, die 21. Theateraufführung in Jajce 1991.
- Award für die Beste Hauptdarstellerin (Festivala bosanskohercegovačke drame Zenica 2005) für ihre Rolle als Katarina Kosača.